# Oscar Danilo Blandón
Oscar Danilo Blandón Reyes (nascido em 1936) é um narcotraficante nascido na Nicarágua que é conhecido como um dos principais assuntos da série jornalística de 1996 "Dark Alliance" pelo repórter Gary Webb.
Blandón foi originalmente diretor de mercados agrícolas na Nicarágua durante o governo de Anastasio Somoza. Quando o regime de Somoza foi derrubado em 1979, Blandón fugiu para os Estados Unidos, e, em seguida, levantou dinheiro para a Força Democrática Nicaraguense (FDN), um grupo dos Contras. Como parte de suas atividades de captação de recursos, Blandón começou a vender cocaína. Posteriormente, Blandón se tornou um grande traficante de cocaína na área de Los Angeles. 
Em maio de 1992, Blandón foi preso em San Diego sob a acusação federal de "conspiração para possuir cocaína com a intenção de distribuir". Na prisão, aguardando julgamento, Blandón começou a cooperar com a Drug Enforcement Administration (DEA) em casos de tráfico de drogas. Em um acordo de delação, Blandón concordou em continuar cooperando com o governo em troca de uma redução substancial das sentenças; por isso, seria condenado a 48 meses de prisão.  A fim de facilitar o trabalho de Blandón como informante, o governo solicitou ainda uma redução na pena de Blandón por tempo cumprido. Após sua prisão, Blandón trabalhou para a DEA como informante confidencial. Trabalhou para a DEA para derrubar o chefão das drogas "Freeway" Rick Ross em uma operação policial, pela qual Ross foi condenado em 1997. 

## Referencias
1. ↑  Bromwich, Michael R. «CIA-Contra-Crack Cocaine Controversy: Executive Summary Part II, Oscar Danilo Blandon»
2. 1 2  Bromwich, Michael R. «CIA-Contra-Crack Cocaine Controversy: Chapter 2: Oscar Danilo Blandon, Part K: Allegation that Blandon received special treatment in the 1992 San Diego prosecution»
3. ↑  Ross, Rick; Scott, Cathy (2014). Freeway Rick Ross: The Untold Autobiography. [S.l.]: Freeway Studios. ISBN 9781499651539
4. ↑  Suro, Robert; Pincus, Walter (4 de outubro de 1996). «THE CIA AND CRACK: EVIDENCE IS LACKING OF ALLEGED PLOT». The Washington Post. Washington, D.C.